# Муфтау Јару
Муфтау Јару (енгл. Mouphtaou Yarou; Натитингу, 26. јун 1990) је бенински кошаркаш. Игра на позицији центра.

## Каријера
Студирао је на универзитету Виланова (2009–2013). Није одабран на НБА драфту 2013. па одлучује да настави каријеру у Европи. 
У августу 2013. потписао је уговор са Радничким из Крагујевца. Дана 29. новембра 2013. клуб је суспендовао Јаруа због повреда дисциплинског правилника и одредба уговора. Два дана касније тренер Николић је изјавио да је Јару због болести мајке побегао у Америку.
У јуну 2014. Јару је потписао двогодишњи уговор са француским прволигашем Ле Маном.